# Chiesa di Santa Croce (Milano)

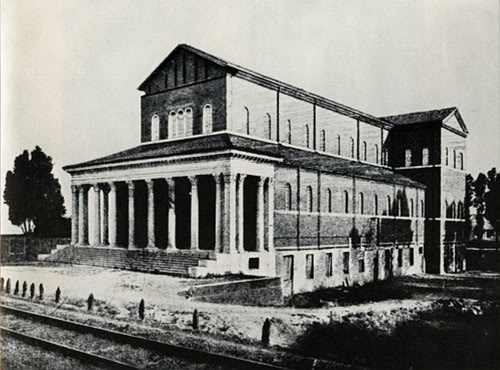
La chiesa con i binari, poi smantellati nel 1931, e ancora priva dei mosaici che decorano la facciata

La chiesa di Santa Croce è un luogo di culto cattolico di rito ambrosiano di Milano situato in via Sidoli, nella zona dell'Acquabella, non distante da piazzale Susa e piazzale Novelli. Costruita su disegno dell'architetto piemontese Cecilio Arpesani (1853-1924) fra il 1913 e il 1917, fu eretta in parrocchia il 9 febbraio 1920.

## Storia
La chiesa di Santa Croce sorse su iniziativa della congregazione dei Padri Stimmatini, fondata nel 1816 da san Gaspare Bertoni (1777-1853), che si erano stanziati a Milano in via Cellini nel 1903. Nel 1906 i Padri si stabilirono in località detta la busa, sull'attuale via Sidoli, dove eressero in via Goldoni una piccola chiesetta di legno rotonda, detta appunto La rotonda, dedicata alla Madonna del Perpetuo Soccorso e benedetta dal cardinal Ferrari nel 1907. Interessante notare che La rotonda fosse stata ricavata da una parte di un padiglione dell'Esposizione internazionale di Milano del 1906, acquistato dai padri Stimmatini, ricoperto da un tetto di lamiera e rimontato in loco dopo la chiusura della grande manifestazione.
Fu lo stesso Ferrari che nel 1913, nel XVI centenario dell'Editto di Costantino del 313, pensò di costruire una chiesa che ricordasse l'editto. Per l'erezione del tempio fu scelta la via Sidoli, che si snodava allora lungo il bivio ferroviario dell'Acquabella poi smantellato nel 1931. A disegnare l'edificio fu chiamato l'architetto Arpesani, che optò per uno stile che richiama la forma delle prime basiliche cristiane costantiniane.
La prima pietra della nuova chiesa venne posta il 28 settembre 1913 e il 23 dicembre del 1917 il tempio venne aperto ai fedeli; il 9 febbraio 1920 venne eretta in parrocchia.

## Architettura
(dedica sul pronao)

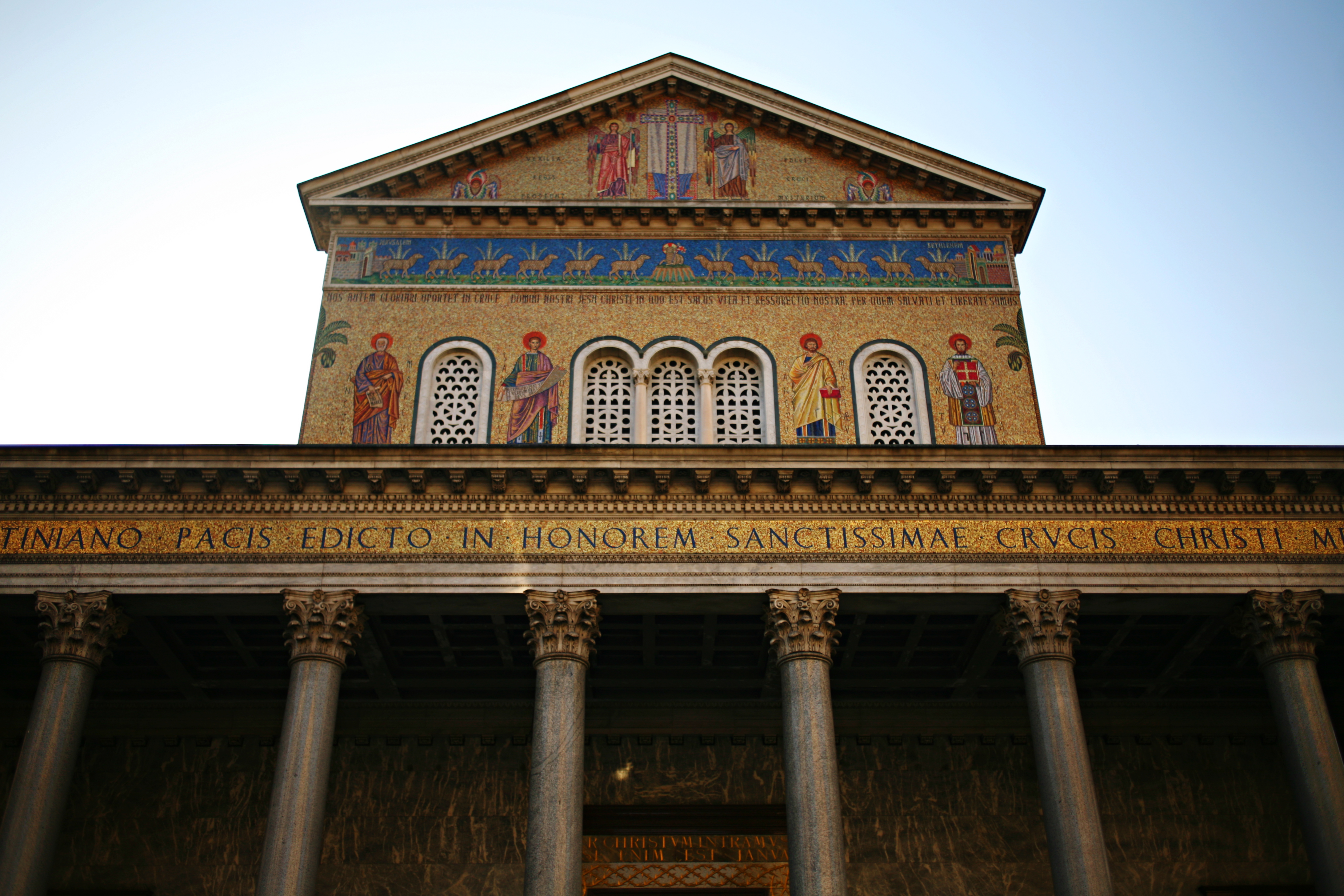
Particolare dei mosaici in facciata (1960-1961)

La chiesa, architettonicamente ispirata alle prime basiliche romane cristiane sorte dopo l'editto di Costantino che viene ricordato sul pronao, è strutturata con pianta a croce latina e ospita in facciata mosaici di ispirazione bizantina realizzati fra il 1960 e il 1961 su disegno di Paolo Rivetta e un ampio protiro che contribuisce a conferire all'edificio un elegante aspetto vetero-basilicale. Il pronao monumentale, sorretto da dodici colonne di granito con capitelli compositi che reggono l'alta architrave, ospita la dedica in mosaico che ricorda il XVI centenario costantiniano.
L'interno di Santa Croce è organizzato a tre navate su nove coppie di colonne ornate di capitelli corinzi; il tetto è a capriate lignee a vista. Le decorazioni delle pareti interne furono realizzate fra il 1939 e il 1946 dal pittore Carlo Donati: sua la grande Via crucis. All'interno un arco trionfale dipinto porta al presbiterio dove si trovano l'altare e il ciborio riccamente decorati da marmi policromi. Nelle navate laterali sorgono la cappella dedicata al Sacro Cuore e alla Madonna del Soccorso. I due leggii realizzati nel 1976 sono opera dello scultore Angelo Grilli (1932-2015).
Di fronte alla chiesa, in una aiola, sorge una statua bronzea rivolta verso l'ingresso del tempio e dedicata a Costantino imperatore, opera degli anni 1935-1940.